# Xylonaeus integricauda
Xylonaeus integricauda är en skalbaggsart som beskrevs av Heinrich Bickhardt 1916. Xylonaeus integricauda ingår i släktet Xylonaeus och familjen stumpbaggar. Inga underarter finns listade i Catalogue of Life.